# Clair de lune (recueil)
Pour les articles homonymes, voir Clair de lune (homonymie).
Clair de lune est un recueil de nouvelles de Guy de Maupassant, publié en  1883
aux éditions Monnier, puis dans une édition augmentée  en 1888 chez Paul Ollendorff.

## Historique
La plupart des contes ont fait l'objet d'une publication antérieure dans des journaux comme Le Gaulois ou Gil Blas, parfois sous le pseudonyme de Maufrigneuse.

## Nouvelles
Le recueil original est composé des douze nouvelles suivantes :
- Clair de lune (1882)
- Un coup d'état (inédite)
- Le Loup (1882)
- L'Enfant (1882)
- Conte de Noël (1882)
- La Reine Hortense (1883)
- Le Pardon (1882)
- La Légende du Mont-Saint-Michel   (1882)
- Une veuve (1882)
- Mademoiselle Cocotte (1883)
- Les Bijoux (1883)
- Apparition (1883)

L'édition de mai 1888 est enrichie des cinq nouvelles suivantes :
- La Porte (1887)
- Le Père (1887)

- Moiron (1887)
- Nos lettres (1888)
- La Nuit   (1887)